# Гускварна
Гускварна (швед. Huskvarna) — місто в Швеції, у лені Єнчепінг. Тепер вважається частиною міста Єнчепінг.

## Про місто
Знаходиться на березі озера Веттерн.
У 1680 році за велінням короля Карла XI тут засновано королівську зброярську мануфактуру. Нині підприємство Husqvarna — всесвітньо відома компанія, виробник мототехніки, бензопилок, садового обладнання та зброї.
На честь міста названо астероїд головного поясу 7528 Гускварна, відкритий 19 березня 1993 року.

## Походження назви міста
Назва міста походить від слова «млин» (швед. Kvarn), який стояв на річці Гуса (швед. Husån), названій на честь Румлаборзького замку (швед. Rumlaborgs hus)

## Відомі люди
- Карін Альвтеген (* 1965) — шведська письменниця
- Ерік Едман — гравець збірної Швеції з футболу
- Денні Авдіч — гравець збірної Швеції з футболу
- Бйорн Афселіус — шведський співак, гітарист, поет і письменник
- Мона Юганнессон — шведська топмодель
- Магнус Бру — шведський джазовий трубач
- Біргіт Карлстен — шведська актриса і співачка
- Альф Генріксон — письменник, поет і журналіст газети Dagens Nyheter
- Торстен Ліндберг — футбольний воротар (золота медаль на Олімпійських іграх 1948) і гравець у настільний теніс
- Стюр Дальстрем — шведський письменник і джазовий музикант

## Спорт
Неодноразовий чемпіон Швеції хокейний клуб ГВ-71 засновано на базі колишніх клубів "Гускварна ІФ" і  "Веттерстадс ІФ".